# 伊斯马宁
伊斯马宁（德語：Ismaning，發音：[ˈɪsmanɪŋ]）是德国巴伐利亚州上巴伐利亚行政区慕尼黑县的市镇，面积40.19平方千米，2023年12月31日人口为18,043人。